# Woodcutts
Woodcutts – osada w Anglii, w hrabstwie Dorset, w dystrykcie (unitary authority) Dorset. Leży 40 km na północny wschód od miasta Dorchester i 148 km na południowy zachód od Londynu.